# Тимоти Бинкли
Тимоти Гленн Бинкли (анг. Timothy Glenn Binkley; 14 сентября 1943 года, Балтимор, Мэриленд, США) — американский философ, художник и преподаватель. Получил известность благодаря работам, посвященным концептуальному искусству, а также эссе по проблемам цифрового искусства. Является автором нескольких концептуальных арт-инсталляций.

## Биография
Тимоти Бинкли изучал математику в Университете Колорадо в Боулдере, где получил степень бакалавра (1965), а после магистра (1966). В 1970 году защитил докторскую работу по философии "Язык Витгенштейна"  в Техасском университете в Остине.
Бинкли читал лекции и преподавал в нескольких колледжах и университетах в США, один из наиболее известных — Школа изобразительных искусств в Манхэттене. Именно там Бинкли открыл первую в стране магистерскую программу по изучению цифрового искусства. В 1992 году он стал одним из основателей международной выставки цифрового искусства — Нью-Йоркского Дигитального Салона.
Интерактивные инсталляции Бинкли выставлялись в США, Европе, Южной Америке и Азии.

## Философия

### Общие положения
Одним из основных направлений работы Тимоти Бинкли является теория эстетики. По мнению Бинкли, эстетика — это не наука об искусстве, поскольку предметом её изучения является эстетический опыт. Основная идея Бинкли — показать, что не всё эстетическое художественно и не всё искусство эстетично.
В двадцатом веке одним из наиболее распространённых жестов в искусстве стала самокритика, и именно по этой причине, как считает Бинкли, появились идеи, свободные от классических установок, включая эстетические категории и качества. Произведение искусства — это продукт, и он необязательно является эстетическим объектом или объектом вообще. По мнению Бинкли, художник волен назвать произведением искусства всё, на что можно указать или о чём можно подумать.
Прямую связь эстетических объектов и эстетического опыта с чувственностью Бинкли опровергает, говоря, что существуют эстетические объекты, опыт взаимодействия с которыми не связан с чувственностью, например, художественная литература. Литературное произведение состоит из лингвистических элементов, которые представляют собой особый элемент эстетического опыта. Исходя из этого Бинкли делает вывод: искусство не обязательно должно быть эстетичным.
На основании этого Бинкли разводит тесно связанные понятия эстетики и искусства, оспаривает то, что эстетика является наукой об искусстве, а также подвергает сомнению ведущую роль искусства для эстетики в целом.

### Понятие эстетики и эстетического
Бинкли разграничивает два значения понятия эстетики. В первом значении он трактует эстетику как философскую дисциплину, тесно связанную с философией искусства. Это значение он связывает с понятием эстетики, которое впервые ввел Александр Готлиб Баумгартен в XVIII веке, обозначая эстетику как «науку о видимом»: 
«Полагаясь на отличие, хорошо известное “греческим философам и отцам церкви”, он противопоставил вещи воспринимаемые чувственно (эстетические сущности), вещам умопостигаемым (абстрактным сущностям), поручая эстетике исследование первых.»
Также Бинкли утверждает, что понятие эстетики в Новое время воспроизводит античное понятие прекрасного, «равно лежащее в основе искусства и природы», и тем самым эстетическое включает в себя не только объекты как произведения искусства, но и другие объекты. Говоря о втором значении понятия эстетики, Бинкли рассматривает как эстетическое анализируется в Критике способности суждения, в которой оно тесно связывается с «незаинтересованным» восприятием, оторванным от всякого «практического» интереса: 
«эстетический опыт - нечто имеющее целью "самое себя"».
В конечном итоге классическое понятие эстетики сводит эстетическое восприятие к иллюзорной реальности, к реальности "незаинтересованного" восприятия, пренебрегающей "практическими интересами": 
«коровы на картинах Тернера видимы, но не могут быть подоены или услышаны».

### "L.H.O.O.Q." и расширение понятия искусства

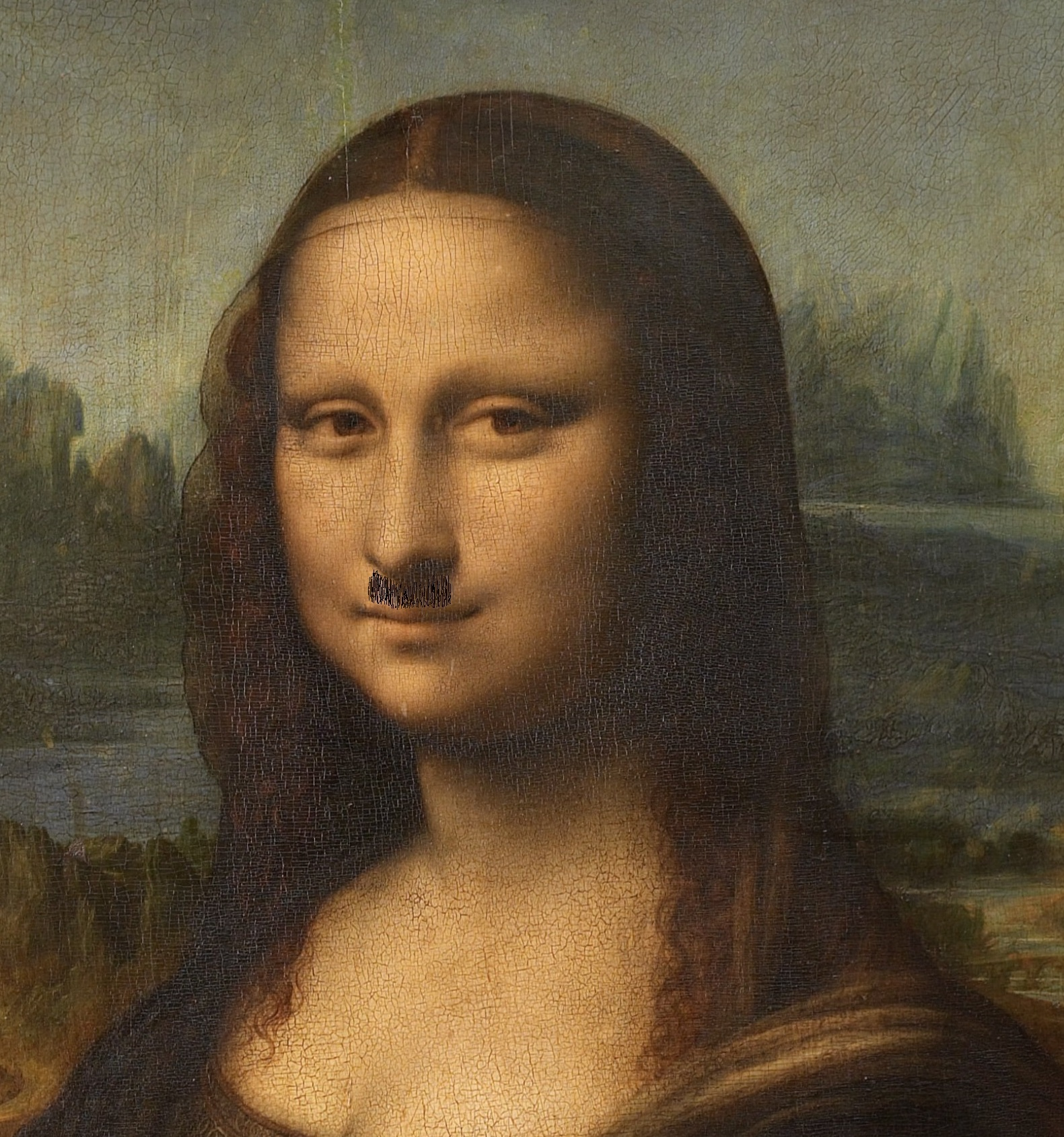
Марсель Дюшан L.H.O.O.Q. (1919)

Главная цель  теоретических изысканий Бинкли - не анализ понятия эстетического, а доказательство того факта, что искусство не сводится к эстетическому, а может включать в себя демонстрацию идей, не затрагивающих непосредственным эстетическим восприятием. Для этого он анализирует работу французского художника Марселя Дюшана  "L.H.O.O.Q.". «Мона Лиза» Леонардо да Винчи призвана вызывать в человеке непосредственное эстетическое чувство от того, что изображено на полотне. Напротив, работа Дюшана "L.H.O.O.Q.", которая по своей сути является лишь репродукцией картины Да Винчи с добавлением к ней усов, козлиной бородки, пяти французских букв и описания, в которой это все соответственно перечисляется, призвана сообщить зрителю факт "игры" с классическим произведением, вызванный ей эпатаж. Зритель в этом случае уже не является зрителем, а скорее "потребителем". Ему необязательно рассматривать картину, достаточно лишь уловить идею из описания к ней: 
"к дюшановскому творению [мы] обращаемся для получения информации, для получения доступа к выраженной идее". 

### Искусство вне эстетики
Продолжая рассуждать о работе Дюшана ""L.H.O.O.Q.", Бинкли приходит к выводу, что содержание произведения в случае этой работы совершенно не имеет никакого значения. Если для классического произведения искусства имеют значение определенные материалы, правильность линий, падения света, тени и прочие важнейшие характеристики произведения искусства, которое призвано вызвать нужное эстетическое чувство у зрителя, то для работы Дюшана в этом всем нет необходимости. Как и нет необходимости в наличии таких элементов как усы, бородка или пять французских литер. Сообщение Дюшана могло быть произведено и одним из этих элементов.

### Книги
- Symmetry Studio: Computer-Aided Surface Design. New York: Van Nostrand Reinhold, 1992. With John F. Simon Jr.. Includes surface design software on CD.
- Wittgenstein’s Language. The Hague: Martinus Nijhoff, 1973.

### Избранные статьи на русском языке
- «Против эстетики», Американская философия искусства. Основные концепции второй половины XX века — антиэссенциализм, перцептуализм, институционализм. Антология", под редакцией Б. Дземидока, Б. Орлова. (Екатеринбург: «Деловая книга», Бишкек: «Одиссей». — 1997 г. — 320 с.)

### Избранные статьи на английском языке
- «A Philosophy of Computer Art by Lopes, Dominic McIver», Journal of Aesthetics and Art Criticism68(4), (2010): 409—411.
- «Autonomous Creations: Birthing Intelligent Agents», Leonardo, 31(5), Sixth Annual New York Digital Salon, (1998): 333—336.
- «The Vitality of Digital Creation», The Journal of Aesthetics and Art Criticism, 55(2), Perspectives on the Arts and Technology. (Spring, 1997): 107—116.
- «Computer Art» and «Digital Media», Encyclopedia of Aesthetics, New York: Oxford University Press, 1998. 1:412-414, 2:47-50.
- «Transparent Technology: The Swan Song of Electronics», Leonardo, 28(5), Special Issue «The Third Annual New York Digital Salon» (1995): 427—432.
- «Creating Symmetric Patterns with Objects and Lists», Symmetry: Culture and Science, 6(1), (1995).
- «Refiguring Culture», Future Visions: New Technologies of the Screen, London: British Film Institute Publications, (1993): 90-122.
- «Postmodern Torrents», Millennium Film Journal, 23/24 (Winter 1990-91): 130—141.
- «The Computer is Not a Medium», Philosophic Exchange (Fall/Winter, 1988/89). Reprinted in EDB & kunstfag, Rapport Nr. 48, NAVFs EDB-Senter for Humanistisk Forskning. Translated as «L’ordinateur n’est pas un médium», Esthétique des arts médiatiques, Sainte-Foy, Québec: Presses de l’Université du Québec, 1995.
- «Computed Space», National Computer Graphics Association Conference Proceedings, (1987): 643—652.
- «Piece: Contra Aesthetics», Philosophy Looks at the Arts: Contemporary Readings in Aesthetics, 3rd Ed., edited by Joseph Margolis, (Philadelphia: Temple University Press, 1987). Originally published in The Journal of Aesthetics and Art Criticism, 35(3), (Spring 1977): 265—277. A French translation appeared in Poétique 79 (Septembre, 1989) and has been collected in Esthétique et Poétique, edited by Gérard Genette, (Paris: Éditions du Seuil, 1992). Also anthologized in The Philosophy of the Visual Arts, edited by Philip Alperson (New York: Oxford University Press, 1990), and A Question of Art, edited by Benjamin F. Ward, (Florence, KY: Brenael Publishing, 1994).
- «Conceptual Art: Appearance and Reality», Art In Culture, 1, edited by A. Balis, L. Aagaard-Mogensen, R. Pinxten, F. Vandamme (Ghent, Belgium: Communication & Cognition Publishers, 1985). Proceedings of the Ghent colloquium «Art in Culture.»